# Hand in Hand (Dune)
Hand in Hand is een nummer van de Duitse happy hardcoregroep Dune. Het is de tweede single van hun tweede studioalbum Expedicion uit 1996. Op 24 april dat jaar werd het nummer op single uitgebracht.

## Achtergrond
"Hand in Hand" werd ingezongen door de Duitse zangeres Verena von Strenge, die in 1996 de leadzangeres van Dune werd. 
De single werd een hit in het Duitse taalgebied en in Nederland. In thuisland Duitsland bereikte de single de 10e positie, in Zwitserland de 18e en in Oostenrijk de 39e positie. In het Verenigd Koninkrijk werd de 77e positie behaald in de UK Singles Chart.
In Nederland werd de single veel gedraaid op de landelijke radiozenders en werd een hit. De single bereikte de 7e positie in de Nederlandse Top 40 op destijds Radio 538 en de 9e positie in de publieke hitlijst; de Mega Top 50 op Radio 3FM.
In België behaalde de single géén notering in zowel de Vlaamse Ultratop 50 als de Vlaamse Radio 2 Top 30 en de Waalse Ultratop 50.